# Blatuša (Gvozd)
Blatuša falu Horvátországban, Sziszek-Monoszló megyében. Közigazgatásilag Gvozd községhez tartozik.

## Fekvése
Sziszektől légvonalban 44, közúton 57 km-re délnyugatra, Károlyvárostól légvonalban 30, közúton 48 km-re délkeletre, községközpontjától légvonalban 4, közúton 6 km-re délre, az úgynevezett Báni végvidéken, a Petrova gora hegység keleti lábánál Malicska és Podgorje között fekszik.

## Története
A környék számos településéhez hasonlóan a 17. század vége felé népesült be, amikor Bosznia területéről menekülő pravoszláv szerbek érkeztek ide. A falu a katonai határőrvidék része lett. A 18. század közepén megalakult a Glina központú első báni ezred, melynek fennhatósága alá ez a vidék is tartozott. 1881-ben megszűnt a katonai közigazgatás. A településnek 1857-ben 850, 1910-ben 1231 lakosa volt. Lakói szegény földművesek, erdei munkások voltak. 1918-ban az új szerb-horvát-szlovén állam, majd később Jugoszlávia része lett.
A második világháború idején szerb többségű lakossága nagyrészt elmenekült, de sokakat meggyilkoltak, elhurcoltak, mások pedig partizánnak álltak. A glinai mészárlás során 1941. augusztus 2-án mintegy ezer, a vrginmosti község területéről elhurcolt szerbet, köztük 131 blatušai férfit gyilkoltak le. 1941 szeptemberében ellenséges erők teljesen lerombolták a települést. A partizánok a bihácsi hadművelet során 1942-ben visszafoglalták. A háború során 352-en estek a fasiszta megtorlás áldozatául, a falu teljes embervesztesége pedig 485 fő volt.
A háború után megindult az újjáépítés. A délszláv háború idején szerb lakossága a jugoszláv és szerb erőket támogatta. A horvát hadsereg a Vihar hadművelet keretében 1995. augusztus 7-én foglalta vissza települést, melyet teljesen leromboltak. A szerb lakosság elmenekült, de később sokan visszatértek. 2011-ben 171 lakosa volt, akik főként mezőgazdasággal és állattartással foglalkoztak.

## Népesség
| Lakosság változása | Lakosság változása | Lakosság változása | Lakosság változása | Lakosság változása | Lakosság változása | Lakosság változása | Lakosság változása | Lakosság változása | Lakosság változása | Lakosság változása | Lakosság változása | Lakosság változása | Lakosság változása | Lakosság változása | Lakosság változása |
| ------------------ | ------------------ | ------------------ | ------------------ | ------------------ | ------------------ | ------------------ | ------------------ | ------------------ | ------------------ | ------------------ | ------------------ | ------------------ | ------------------ | ------------------ | ------------------ |
| 1857               | 1869               | 1880               | 1890               | 1900               | 1910               | 1921               | 1931               | 1948               | 1953               | 1961               | 1971               | 1981               | 1991               | 2001               | 2011               |
| 850                | 791                | 777                | 957                | 1.100              | 1.231              | 1.132              | 1.215              | 886                | 908                | 898                | 796                | 655                | 558                | 285                | 171                |

## Nevezetességei
Szent Miklós tiszteletére szentelt szerb pravoszláv parochiális temploma 1930-ban épült. 1941-ben az usztasák felgyújtották, tetőzete megsemmisült. Sokáig csak a falai álltak, végül 1985-ben építették újjá. A parókiához Blatuša és Malicska falvak tartoznak.